# 格诺因
格诺因（德語：Gnoien，發音：[ˈɡnɔʏən] ⓘ）是德国梅克伦堡-前波美拉尼亚州罗斯托克县的城市，面积41.11平方千米，2023年12月31日人口为2,867人。